# Mohamed Triki
Mohamed Triki (arabe : محمد التريكي), né le 25 décembre 1899 à Tunis et mort le 27 février 1998, est un chef d'orchestre et compositeur tunisien.
Témoin privilégié d'un siècle de la musique tunisienne, il a marqué son histoire par la richesse de son œuvre et l'originalité de son parcours. Il a ainsi côtoyé tous les grands noms de la chanson tunisienne, à l'instar d'Habiba Msika, Saliha, Chafia Rochdi ou Hana Rached, ainsi que les musiciens Khemaïs Tarnane, Ali Darwich (ar), Sayed Chatta (ar) et le grand amateur de musique, le baron Rodolphe d'Erlanger.

## Biographie
Né à Tunis, du côté du quartier de Bab El Jazira, dans une famille éprise de chant soufi, il est destiné à poursuivre la tradition familiale et à devenir cheikh dans une zaouïa. Mais après avoir fréquenté une médersa et apprécié le malouf, il s'inscrit à l'école française de Bab Alioua et apprend la musique sur des bases scientifiques, de même que le solfège et le violon. Il interrompt ses études et trouve un travail à la direction des finances tout en continuant son apprentissage artistique auprès de ses illustres prédécesseurs tels Kamel El Khoulai, Mohamed Mghgirbi, Sayed Chatta, etc.
En 1924, il démissionne de son travail et décide de se consacrer à la musique en tant que violoniste, avant de composer sa première création : Mahlaha el mongala fi yeddek (محلاها المنقالة في ايدك) chantée par Dalila Taliana. Il rejoint ensuite Habiba Msika et l'accompagne lors de son séjour de Nice en 1929. C'est au cours de cette année-là qu'il compose son grand succès, Zaama issafi eddahr (زعمة يصافي الدهر).
À partir de 1933, il commence à composer pour le théâtre (théâtre chantant, opérettes, musique, etc.) puis rejoint La Rachidia lors de sa création en 1934, dans le cadre de son projet de développement d'une musique authentique et de haute qualité, pour en diriger la troupe. En 1938, il compose la musique du premier film tunisien, Le Fou de Kairouan, et enrichit le répertoire de Saliha, Fethia Khaïri et Hana Rached. Il contribue avec La Rachidia à l'enregistrement de douze noubas de malouf, pour le compte de la radio française en 1954.
Après l'indépendance, il est engagé pour enseigner la musique au profit de l'armée tunisienne. Dans le même temps, il continue à adopter les jeunes talents tout en manifestant une grande aptitude à l'innovation et à l'adaptation de sa musique aux goûts changeants du public. En témoignent ses créations pour Naâma, Mabanek (ما أبنك) pour Oulaya et Tetfattah lechkoun pour Sonia M'Barek.
En 1989, sa carrière est couronnée par le grand prix du mérite de l'État tunisien pour la musique. Nommé conseiller musical de la radio tunisienne en 1991, il est décoré des insignes de commandeur de l'Ordre de la République tunisienne en 1996 puis de celles de grand cordon de l'Ordre national du Mérite au titre du secteur culturel en 1997.